# Pseudomyrmex concolor
Pseudomyrmex concolor är en myrart som först beskrevs av Smith 1860.  Pseudomyrmex concolor ingår i släktet Pseudomyrmex och familjen myror. Inga underarter finns listade i Catalogue of Life.